# Stenostelma corniculatum
Stenostelma corniculatum là một loài thực vật có hoa trong họ La bố ma. Loài này được (E. Mey.) Bullock miêu tả khoa học đầu tiên năm 1952.